# Бентон Хајтс (Мичиген)
Бентон Хајтс (енгл. Benton Heights) насељено је место без административног статуса у америчкој савезној држави Мичиген.

## Демографија
По попису из 2010. године број становника је 4.084, што је 1.374 (-25,2%) становника мање него 2000. године.
| Група             | 2000.         | 2010.         |
| Белци             | 1.643 (30,1%) | 1.110 (27,2%) |
| Афроамериканци    | 3.582 (65,6%) | 2.539 (62,2%) |
| Азијати           | 7 (0,1%)      | 8 (0,2%)      |
| Хиспаноамериканци | 79 (1,4%)     | 332 (8,1%)    |
| Укупно            | 5.458         | 4.084         |